# Leucauge capelloi
Leucauge capelloi är en spindelart som beskrevs av Simon 1903. Leucauge capelloi ingår i släktet Leucauge och familjen käkspindlar.
Artens utbredningsområde är Ekvatorialguinea. Inga underarter finns listade i Catalogue of Life.